# 치어풀 웨더 포 더 웨딩
《치어풀 웨더 포 더 웨딩》(영어: Cheerful Weather for the Wedding)은 2012년 공개된 영국의 코미디 드라마 영화이다. 도널드 라이스가 감독하고 마리 해넬리-마길과 공동 각본을 썼다. 펠리시티 존스, 루크 트레더웨이, 엘리자베스 맥거번이 출연한다.
이 영화는 2012년 4월 20일 트라이베카 영화제에서 초연 되었다.

## 출연진
- 펠리시티 존스 - 돌리 새첨 역
- 루크 트레더웨이 - 조셉 새첨 역
- 엘리자베스 맥거번 - 새첨 부인 역
- 맥켄지 크룩 - 데이비드 다이킨 역
- 에바 트레이너 - 애니 역
- 조 태퍼 - 이블린 그라함 역
- 파올라 디오니소티 - 위트스터블 부인 역
- 제임스 노튼 - 오웬 역
- 소피 스탠턴 - 밀맨 역
- 엘리자베스 웹스터 - 베티 역
- 케네스 콜라드 - 위트스터블 역
- 엘리 켄드릭 - 키티 새첨 역
- 벤 그리브스-네일 - 지미 다킨 약
- 루크 워드-윌킨슨 - 로버트 역
- 올리 알렉산더 - 톰 역
- 조안나 홀 - 미스 스푼 역
- J존 스탠딩 - 호레이스 스피고트 역[1]